# Marcin Borzymowski
Marcin Borzymowski herbu Łada (ur. ok. 1630, data śmierci nieznana) – polski poeta epoki baroku, autor poematu epickiego o tematyce marynistycznej Morska nawigacyja do Lubeka, będącego opisem podróży, którą autor odbył w 1651 do niemieckiego portu w Lubece.

## Życiorys
Niewiele wiadomo o życiu Borzymowskiego. Żył za czasów Jana Kazimierza. Pochodził z drobnej szlachty spod Łukowa lub z ziemi wiskiej. Ojcem jego zapewne był Wojciech, malarz zmarły w 1662. Miał ponadto 2 braci: Jana Maksymiliana – skarbnika wiskiego i Macieja. Znał literaturę klasyczną i polską. Latem 1651 odbył podróż morską z Gdańska do Lubeki. Prawdopodobnie znał bliżej Jana Zamoyskiego Sobiepana – starostę kałuskiego, być może był jego dworzaninem. Według ustaleń Rafała Leszczyńskiego, być może brał udział w bitwie pod Cudnowem w 1660. Był dzierżawcą Wilkowa i Szczecyna, dwóch wsi na Lubelszczyźnie. W czasie druku swego jedynego dzieła (1662), przebywał daleko poza Lublinem. W końcu 1665 opuścił ziemię lubelską i odtąd giną po nim wszelkie ślady.

## Twórczość literacka
- Morska nawigacja do Lubeka... w R. P. 1651 czyniona, Lublin 1662, drukarnia S. Krasuński. Unikat pierwodruku zniszczony w 1944, utwór znany dziś z wydania w opracowaniu Romana Pollaka: Gdańsk 1938, wznowienie: Gdańsk 1971. Utwór ten stanowi afirmację wartości szlacheckich. Żywioł morski, na który człowiek wyprawia się z chciwości, przeciwstawił autor spokojnemu życiu ziemiańskiemu oraz rodzinnemu, respektującemu normy religijne. Uznawanej przez Boga miłości małżeńskiej przeciwstawiał miłość zmysłową.  Obok nich afirmował służbę rycerską w obronie ojczyzny, czego dowodzi obszerna relacja z bitwy pod Beresteczkiem, a także wierność królowi[2].

## Literatura dodatkowa
- Roman Pollak: Borzymowski Marcin. W: Polski Słownik Biograficzny. T. 2: Beyzym Jan – Brownsford Marja. Kraków: Polska Akademia Umiejętności – Skład Główny w Księgarniach Gebethnera i Wolffa, 1936, s. 370. Reprint: Zakład Narodowy im. Ossolińskich, Kraków 1989, ISBN 83-04-03291-0